# Panaxia typhlotheisa
Panaxia typhlotheisa är en fjärilsart som beskrevs av Buholzer och L.Pfeiffer 1920. Panaxia typhlotheisa ingår i släktet Panaxia och familjen björnspinnare. Inga underarter finns listade i Catalogue of Life.